# 27 juillet aux Jeux olympiques d'été de 2020
Navigation
Juillet :
- 21
- 22
- 23
- 24
- 25
- 26
- 27
- 28
- 29
- 30
- 31

Août : 
- 1er
- 2
- 3
- 4
- 5
- 6
- 7
- 8

Le mardi 27 juillet aux Jeux olympiques d'été de 2020 est le septième jour de compétition.

## Programme
Le typhon Nepartak arrive sur la côte le mardi ce qui oblige l'organisateur à reporter les épreuves de tir à l'arc et d'aviron et à avancer les finales de surf.
| Heure UTC+09:00 (Japon)                       |               |
| bleu                                          | Cérémonie     |
| neutre                                        | Épreuve       |
| or                                            | Finale        |
| orange                                        | Petite finale |
| rose                                          | Reporté       |
| gris                                          | Annulé        |
| Compétition masculine                         | Hommes        |
| Compétition féminine                          | Femmes        |
| Compétition mixte (hommes et femmes mélangés) | Mixte         |
| Compétition en couple (1 homme et 1 femme)    | Couple        |
| modifier                                      |               |

| Horaire | Discipline Spécialité | Discipline Spécialité                               | Discipline Spécialité                         | Phase                                   | Résultats | Références     |
| ------- | --------------------- | --------------------------------------------------- | --------------------------------------------- | --------------------------------------- | --- | -------------- |
| 6 h 30  |                       | Triathlon Course féminine                           | Compétition femmes                            | Finale                                  | Flora Duffy · Georgia Taylor-Brown · Katie Zaferes |                |
| 7 h 0   |                       | Surf Shortboard                                     | Compétition hommes                            | 1/4 de finale                           | - | -              |
| 8 h 30  |                       | Aviron Skiff                                        | Compétition hommes                            | Reporté                                 | - | 1/2 finale C/D |
| 8 h 30  |                       | Aviron Skiff                                        | Compétition femmes                            | Reporté                                 | - | 1/2 finale C/D |
| 8 h 30  |                       | Aviron Deux de couple                               | Compétition hommes                            | Reporté                                 | - | Finale C       |
| 8 h 30  |                       | Aviron Deux de couple                               | Compétition femmes                            | Reporté                                 | - | Finale C       |
| 8 h 30  |                       | Aviron Quatre de couple                             | Compétition hommes                            | Reporté                                 | - | Finale B       |
| 8 h 30  |                       | Aviron Quatre de couple                             | Compétition femmes                            | Reporté                                 | - | Finale B       |
| 8 h 30  |                       | Aviron Quatre de couple                             | Compétition hommes                            | Reporté                                 | - | Finale         |
| 8 h 30  |                       | Aviron Quatre de couple                             | Compétition femmes                            | Reporté                                 | - | Finale         |
| 8 h 30  |                       | Aviron Deux sans barreur                            | Compétition hommes                            | Reporté                                 | - | 1/2 finale A/B |
| 8 h 30  |                       | Aviron Deux sans barreur                            | Compétition femmes                            | Reporté                                 | - | 1/2 finale A/B |
| 8 h 30  |                       | Aviron Deux de couple                               | Compétition hommes                            | Reporté                                 | - | 1/2 finale A/B |
| 8 h 30  |                       | Aviron Deux de couple                               | Compétition femmes                            | Reporté                                 | - | 1/2 finale A/B |
| 9 h 0   |                       | Badminton Simple                                    | Compétition hommes                            | Phase de groupe                         | - | -              |
| 9 h 0   |                       | Badminton Simple                                    | Compétition femmes                            | Phase de groupe                         | - | -              |
| 9 h 0   |                       | Badminton Double                                    | Compétition hommes                            | Phase de groupe                         | - | -              |
| 9 h 0   |                       | Badminton Double                                    | Compétition femmes                            | Phase de groupe                         | - | -              |
| 9 h 0   |                       | Beach-volley Tournoi masculin                       | Compétition hommes                            | Phase de groupes                        | - | -              |
| 9 h 0   |                       | Beach-volley Tournoi féminin                        | Compétition femmes                            | Phase de groupes                        | - | -              |
| 9 h 0   |                       | Handball Tournoi féminin                            | Compétition femmes                            | Tour préliminaire Groupe A              | Japon 29-26 Monténégro |                |
| 9 h 0   |                       | Rugby à sept Tournoi masculin                       | Compétition hommes                            | Tour préliminaire Groupe B              | Canada 36-12 Japon |                |
| 9 h 0   |                       | Tir Pistolet à 10 m air comprimé                    | Compétition mixte (hommes et femmes ensemble) | Qualifications                          | - | -              |
| 9 h 0   |                       | Volley-ball Tournoi féminin                         | Compétition femmes                            | Tour préliminaire Groupe B              | ROC 3-0 Argentine |                |
| 9 h 30  |                       | Hockey sur gazon Tournoi masculin                   | Compétition hommes                            | Tour préliminaire Groupe A              | Australie 5-2 Argentine |                |
| 9 h 30  |                       | Rugby à sept Tournoi masculin                       | Compétition hommes                            | Tour préliminaire Groupe B              | Fidji 33-7 Grande-Bretagne |                |
| 9 h 30  |                       | Tir à l'arc Individuel                              | Compétition hommes                            | Reporté                                 | - | 32e de finale  |
| 9 h 30  |                       | Tir à l'arc Individuel                              | Compétition hommes                            | Reporté                                 | - | 16e de finale  |
| 9 h 30  |                       | Tir à l'arc Individuel                              | Compétition femmes                            | Reporté                                 | - | 32e de finale  |
| 9 h 30  |                       | Tir à l'arc Individuel                              | Compétition femmes                            | Reporté                                 | - | 16e de finale  |
| 10 h 0  |                       | Basket-ball Tournoi féminin                         | Compétition femmes                            | Tour préliminaire Groupe B              | Japon 74-70 France |                |
| 10 h 0  |                       | Hockey sur gazon Tournoi masculin                   | Compétition hommes                            | Tour préliminaire Groupe A              | Inde 3-0 Espagne |                |
| 10 h 0  |                       | Rugby à sept Tournoi masculin                       | Compétition hommes                            | Tour préliminaire Groupe A              | Argentine 56-0 Corée du Sud |                |
| 10 h 0  |                       | Taekwondo Plus de 67 kg                             | Compétition femmes                            | 8e de finale                            | - | -              |
| 10 h 0  |                       | Taekwondo Plus de 80 kg                             | Compétition hommes                            | 8e de finale                            | - | -              |
| 10 h 0  |                       | Taekwondo Plus de 67 kg                             | Compétition femmes                            | 1/4 de finale                           | - | -              |
| 10 h 0  |                       | Taekwondo Plus de 80 kg                             | Compétition hommes                            | 1/4 de finale                           | - | -              |
| 10 h 0  |                       | Taekwondo Plus de 67 kg                             | Compétition femmes                            | 1/2 finale                              | - | -              |
| 10 h 0  |                       | Taekwondo Plus de 80 kg                             | Compétition hommes                            | 1/2 finale                              | - | -              |
| 10 h 0  |                       | Tennis de table Simple messieurs                    | Compétition hommes                            | 3e tour                                 | - | -              |
| 10 h 0  |                       | Tennis de table Simple dames                        | Compétition femmes                            | 3e tour                                 | - | -              |
| 10 h 0  |                       | Water-polo Tournoi masculin                         | Compétition hommes                            | Tour préliminaire Groupe A              | Afrique du Sud 3-20 États-Unis |                |
| 10 h 30 |                       | Natation 200 m nage libre                           | Compétition femmes                            | 1/2 finale                              | - | -              |
| 10 h 30 |                       | Natation 200 m nage libre                           | Compétition hommes                            | Finale                                  | Thomas Dean · Duncan Scott · Fernando Scheffer |                |
| 10 h 30 |                       | Natation 100 m dos                                  | Compétition femmes                            | Finale                                  | Kaylee McKeown · Kylie Masse · Regan Smith |                |
| 10 h 30 |                       | Natation 100 m dos                                  | Compétition hommes                            | Finale                                  | Evgeny Rylov · Kliment Kolesnikov · Ryan Murphy |                |
| 10 h 30 |                       | Natation 100 m brasse                               | Compétition femmes                            | Finale                                  | Lydia Jacoby · Tatjana Schoenmaker · Lilly King |                |
| 10 h 30 |                       | Natation 200 m papillon                             | Compétition hommes                            | 1/2 finale                              | - | -              |
| 10 h 30 |                       | Natation 200 m 4 nages                              | Compétition femmes                            | 1/2 finale                              | - | -              |
| 10 h 30 |                       | Rugby à sept Tournoi masculin                       | Compétition hommes                            | Tour préliminaire Groupe A              | Nouvelle-Zélande 14-12 Australie |                |
| 11 h 0  |                       | Tir Pistolet à 10 m air comprimé                    | Compétition mixte (hommes et femmes ensemble) | Finale                                  | Chine (Jiang Ranxin/Pang Wei) · ROC (Vitalina Batsarashkina/Artem Chernousov) · Ukraine (Olena Kostevych/Oleh Omelchuk)                                                                                          |                |
| 11 h 0  |                       | Boxe Poids welters (moins de 69 kg)                 | Compétition hommes                            | 8e de finale                            | - | -              |
| 11 h 0  |                       | Boxe Poids lourds (moins de 91 kg)                  | Compétition hommes                            | 8e de finale                            | - | -              |
| 11 h 0  |                       | Boxe Poids légers (moins de 60 kg)                  | Compétition femmes                            | 16e de finale                           | - | -              |
| 11 h 0  |                       | Boxe Poids moyens (moins de 75 kg)                  | Compétition femmes                            | 8e de finale                            | - | -              |
| 11 h 0  |                       | Handball Tournoi féminin                            | Compétition femmes                            | Tour préliminaire Groupe B              | Brésil 33-27 Hongrie |                |
| 11 h 0  |                       | Judo Moins de 63 kg                                 | Compétition femmes                            | 8e de finale                            | - | -              |
| 11 h 0  |                       | Judo Moins de 63 kg                                 | Compétition femmes                            | 1/4 de finale                           | - | -              |
| 11 h 0  |                       | Judo Moins de 81 kg                                 | Compétition hommes                            | 8e de finale                            | - | -              |
| 11 h 0  |                       | Judo Moins de 81 kg                                 | Compétition hommes                            | 1/4 de finale                           | - | -              |
| 11 h 0  |                       | Rugby à sept Tournoi masculin                       | Compétition hommes                            | Tour préliminaire Groupe C              | Kenya 7-12 Irlande |                |
| 11 h 0  |                       | Tennis Simple                                       | Compétition hommes                            | 2e tour                                 | - | -              |
| 11 h 0  |                       | Tennis Simple                                       | Compétition femmes                            | 3e tour                                 | - | -              |
| 11 h 0  |                       | Tennis Double                                       | Compétition hommes                            | 1/4 de finale                           | - | -              |
| 11 h 0  |                       | Tennis Double                                       | Compétition femmes                            | 2e tour                                 | - | -              |
| 11 h 0  |                       | Tennis Double                                       | Compétition femmes                            | 1/4 de finale                           | - | -              |
| 11 h 5  |                       | Volley-ball Tournoi féminin                         | Compétition femmes                            | Tour préliminaire Groupe B              | Chine 0-3 États-Unis |                |
| 11 h 12 |                       | Surf Shortboard                                     | Compétition femmes                            | 1/4 de finale                           | - | -              |
| 11 h 25 |                       | Escrime Épée par équipes                            | Compétition femmes                            | 8e de finale                            | - | -              |
| 11 h 25 |                       | Escrime Épée par équipes                            | Compétition femmes                            | 1/4 de finale                           | - | -              |
| 11 h 25 |                       | Escrime Épée par équipes                            | Compétition femmes                            | 1/2 finale de classement (5e-8e places) | - | -              |
| 11 h 25 |                       | Escrime Épée par équipes                            | Compétition femmes                            | 1/2 finale                              | - | -              |
| 11 h 25 |                       | Escrime Épée par équipes                            | Compétition femmes                            | Finale de classement (5e-8e places)     | - | -              |
| 11 h 30 |                       | Rugby à sept Tournoi masculin                       | Compétition hommes                            | Tour préliminaire Groupe C              | Afrique du Sud 17-12 États-Unis |                |
| 11 h 30 |                       | Water-polo Tournoi masculin                         | Compétition hommes                            | Tour préliminaire Groupe B              | Monténégro 6-8 Espagne |                |
| 11 h 45 |                       | Hockey sur gazon Tournoi masculin                   | Compétition hommes                            | Tour préliminaire Groupe A              | Japon 2-2 Nouvelle-Zélande |                |
| 11 h 48 |                       | Surf Shortboard                                     | Compétition hommes                            | 1/2 finale                              | - | -              |
| 11 h 50 |                       | Haltérophilie Moins de 59 kg (groupe B)             | Compétition femmes                            | Tour de qualification                   | - | -              |
| 11 h 50 |                       | Haltérophilie Moins de 64 kg (groupe B)             | Compétition femmes                            | Tour de qualification                   | - | -              |
| 12 h 15 |                       | Hockey sur gazon Tournoi masculin                   | Compétition hommes                            | Tour préliminaire Groupe B              | Allemagne 5-1 Grande-Bretagne |                |
| 13 h 0  |                       | Surf Shortboard                                     | Compétition femmes                            | 1/2 finale                              | - | -              |
| 13 h 0  |                       | Softball Tournoi féminin                            | Compétition femmes                            | Petite finale                           | Mexique 2-3 Canada |                |
| 13 h 15 |                       | Tir Carabine à 10 m air comprimé                    | Compétition mixte (hommes et femmes ensemble) | Qualifications                          | - | -              |
| 13 h 30 |                       | Basket-ball à trois Tournoi féminin                 | Compétition femmes                            | Tour préliminaire                       | États-Unis 18-20 Japon |                |
| 13 h 40 |                       | Basket-ball Tournoi féminin                         | Compétition femmes                            | Tour préliminaire Groupe B              | Nigeria 72-81 États-Unis |                |
| 13 h 55 |                       | Basket-ball à trois Tournoi féminin                 | Compétition femmes                            | Tour préliminaire                       | Chine 21-9 Mongolie |                |
| 14 h 15 |                       | Surf Shortboard                                     | Compétition hommes                            | Finale                                  | Ítalo Ferreira · Kanoa Igarashi · Owen Wright |                |
| 14 h 0  |                       | Canoë-kayak (slalom) K1                             | Compétition femmes                            | 1/2 finale                              | - | -              |
| 14 h 0  |                       | Canoë-kayak (slalom) K1                             | Compétition femmes                            | Finale                                  | Ricarda Funk · Maialen Chourraut · Jessica Fox |                |
| 14 h 0  |                       | Water-polo Tournoi masculin                         | Compétition hommes                            | Tour préliminaire Groupe B              | Kazakhstan 5-19 Serbie |                |
| 14 h 15 |                       | Handball Tournoi féminin                            | Compétition femmes                            | Tour préliminaire Groupe B              | Suède 36-24 Russie |                |
| 14 h 20 |                       | Volley-ball Tournoi féminin                         | Compétition femmes                            | Tour préliminaire Groupe A              | Japon 0-3 Serbie |                |
| 14 h 30 |                       | Tennis de table Simple messieurs                    | Compétition hommes                            | 3e tour                                 | - | -              |
| 14 h 30 |                       | Tennis de table Simple dames                        | Compétition femmes                            | 3e tour                                 | - | -              |
| 14 h 30 |                       | Tennis de table Simple messieurs                    | Compétition hommes                            | 8e de finale                            | - | -              |
| 14 h 30 |                       | Tennis de table Simple dames                        | Compétition femmes                            | 8e de finale                            | - | -              |
| 14 h 40 |                       | Basket-ball à trois Tournoi masculin                | Compétition hommes                            | Tour préliminaire                       | Belgique 16-14 Pologne |                |
| 15 h 0  |                       | Surf Shortboard                                     | Compétition femmes                            | Finale                                  | Carissa Moore · Bianca Buitendag · Amuro Tsuzuki |                |
| 15 h 0  |                       | Beach-volley Tournoi masculin                       | Compétition hommes                            | Phase de groupes                        | - | -              |
| 15 h 0  |                       | Beach-volley Tournoi féminin                        | Compétition femmes                            | Phase de groupes                        | - | -              |
| 15 h 0  |                       | Plongeon Haut-vol à 10 m synchronisé                | Compétition femmes                            | Finale                                  | Liu Huixia et Chen Ruolin · Cheong Jun Hoong et Pandelela Pamg · Meaghan Benfeito et Roseline Filion |                |
| 15 h 0  |                       | VTT Cross-country                                   | Compétition femmes                            | Finale                                  | Jolanda Neff · Sina Frei · Linda Indergand |                |
| 15 h 5  |                       | Basket-ball à trois Tournoi masculin                | Compétition hommes                            | Tour préliminaire                       | Chine 16-21 Japon |                |
| 15 h 15 |                       | Tir Carabine à 10 m air comprimé                    | Compétition mixte (hommes et femmes ensemble) | Finale                                  | Jiang Ranxin et Pang Wei · Vitalina Batsarashkina et Artem Chernousov · Olena Kostevych et Oleh Omelchuk |                |
| 15 h 30 |                       | Water-polo Tournoi masculin                         | Compétition hommes                            | Tour préliminaire Groupe A              | Italie 6-6 Grèce |                |
| 15 h 50 |                       | Haltérophilie Moins de 59 kg (groupe A)             | Compétition femmes                            | Finale                                  | Kuo Hsing-chun · Polina Guryeva · Mikiko Andoh |                |
| 16 h 0  |                       | Tir à l'arc Individuel                              | Compétition hommes                            | Reporté                                 | - | 32e de finale  |
| 16 h 0  |                       | Tir à l'arc Individuel                              | Compétition hommes                            | Reporté                                 | - | 16e de finale  |
| 16 h 0  |                       | Tir à l'arc Individuel                              | Compétition femmes                            | Reporté                                 | - | 32e de finale  |
| 16 h 0  |                       | Tir à l'arc Individuel                              | Compétition femmes                            | Reporté                                 | - | 16e de finale  |
| 16 h 15 |                       | Handball Tournoi féminin                            | Compétition femmes                            | Tour préliminaire Groupe A              | Corée du Sud 36-43 Pays-Bas |                |
| 16 h 25 |                       | Volley-ball Tournoi féminin                         | Compétition femmes                            | Tour préliminaire Groupe B              | Italie 3-1 Turquie |                |
| 16 h 30 |                       | Rugby à sept Tournoi masculin                       | Compétition hommes                            | 1/2 finale (9e/12e places)              | Irlande 31-0 Corée du Sud |                |
| 17 h 0  |                       | Basket-ball à trois Tournoi féminin                 | Compétition femmes                            | Tour préliminaire                       | France 22-12 Roumanie |                |
| 17 h 0  |                       | Boxe Poids welters (moins de 69 kg)                 | Compétition hommes                            | 16e de finale                           | - | -              |
| 17 h 0  |                       | Boxe Poids lourds (moins de 91 kg)                  | Compétition hommes                            | 8e de finale                            | - | -              |
| 17 h 0  |                       | Boxe Poids légers (moins de 60 kg)                  | Compétition femmes                            | 16e de finale                           | - | -              |
| 17 h 0  |                       | Boxe Poids welters (moins de 69 kg)                 | Compétition femmes                            | 8e de finale                            | - | -              |
| 17 h 0  |                       | Équitation Dressage par équipes                     | Compétition mixte (hommes et femmes ensemble) | Finale                                  | Jessica von Bredow-Werndl, Dorothee Schneider et Isabell Werth · Sabine Schut-Kery, Adrienne Lyle et Steffen Peters · Charlotte Fry, Carl Hester et Charlotte Dujardin                                           |                |
| 17 h 0  |                       | Football Tournoi féminin                            | Compétition femmes                            | Tour préliminaire Groupe G              | Nouvelle-Zélande 0-2 Suède |                |
| 17 h 0  |                       | Football Tournoi féminin                            | Compétition femmes                            | Tour préliminaire Groupe G              | États-Unis 0-0 Australie |                |
| 17 h 0  |                       | Judo Moins de 63 kg                                 | Compétition femmes                            | Repêchages                              | - | -              |
| 17 h 0  |                       | Judo Moins de 63 kg                                 | Compétition femmes                            | 1/2 finale                              | - | -              |
| 17 h 0  |                       | Judo Moins de 81 kg                                 | Compétition hommes                            | Repêchages                              | - | -              |
| 17 h 0  |                       | Judo Moins de 81 kg                                 | Compétition hommes                            | 1/2 finale                              | - | -              |
| 17 h 0  |                       | Judo Moins de 63 kg                                 | Compétition femmes                            | Finale                                  | Clarisse Agbegnenou · Tina Trstenjak · Maria Centracchio et Catherine Beauchemin-Pinard |                |
| 17 h 0  |                       | Judo Moins de 81 kg                                 | Compétition hommes                            | Finale                                  | Takanori Nagase · Saeid Mollaei · Shamil Borchashvili et Matthias Casse |                |
| 17 h 0  |                       | Rugby à sept Tournoi masculin                       | Compétition hommes                            | 1/2 finale (9e/12e places)              | Kenya 21-7 Japon |                |
| 17 h 20 |                       | Basket-ball Tournoi féminin                         | Compétition femmes                            | Tour préliminaire Groupe C              | Australie 70-85 Belgique |                |
| 17 h 25 |                       | Basket-ball à trois Tournoi féminin                 | Compétition femmes                            | Tour préliminaire                       | ROC 17-9 Italie |                |
| 17 h 30 |                       | Rugby à sept Tournoi masculin                       | Compétition hommes                            | 1/4 de finale                           | Nouvelle-Zélande 21-10 Canada |                |
| 18 h 0  |                       | Badminton Simple                                    | Compétition hommes                            | Phase de groupe                         | - | -              |
| 18 h 0  |                       | Badminton Simple                                    | Compétition femmes                            | Phase de groupe                         | - | -              |
| 18 h 0  |                       | Badminton Double                                    | Compétition hommes                            | Phase de groupe                         | - | -              |
| 18 h 0  |                       | Badminton Double                                    | Compétition femmes                            | Phase de groupe                         | - | -              |
| 18 h 0  |                       | Basket-ball à trois Tournoi masculin                | Compétition hommes                            | Tour préliminaire                       | Serbie 21-10 ROC |                |
| 18 h 0  |                       | Rugby à sept Tournoi masculin                       | Compétition hommes                            | 1/4 de finale                           | Grande-Bretagne 26-21 États-Unis |                |
| 18 h 20 |                       | Water-polo Tournoi masculin                         | Compétition hommes                            | Tour préliminaire Groupe A              | Japon 11-16 Hongrie |                |
| 18 h 25 |                       | Basket-ball à trois Tournoi masculin                | Compétition hommes                            | Tour préliminaire                       | Lettonie 22-18 Pays-Bas |                |
| 18 h 30 |                       | Escrime Épée par équipes                            | Compétition femmes                            | Petite finale                           | Chine 21-23 Italie |                |
| 18 h 30 |                       | Escrime Épée par équipes                            | Compétition femmes                            | Finale                                  | Corée du Sud 32-36 Estonie |                |
| 18 h 30 |                       | Hockey sur gazon Tournoi masculin                   | Compétition hommes                            | Tour préliminaire Groupe B              | Belgique 9-4 Afrique du Sud |                |
| 18 h 30 |                       | Rugby à sept Tournoi masculin                       | Compétition hommes                            | 1/4 de finale                           | Afrique du Sud 14-19 Argentine |                |
| 19 h 0  |                       | Natation 100 m nage libre                           | Compétition hommes                            | Séries                                  | - | -              |
| 19 h 0  |                       | Natation 200 m papillon                             | Compétition femmes                            | Séries                                  | - | -              |
| 19 h 0  |                       | Natation 200 m brasse                               | Compétition hommes                            | Séries                                  | - | -              |
| 19 h 0  |                       | Natation Relais 4 × 200 m nage libre                | Compétition hommes                            | Séries                                  | - | -              |
| 19 h 0  |                       | Natation 800 m nage libre                           | Compétition hommes                            | Séries                                  | - | -              |
| 19 h 0  |                       | Rugby à sept Tournoi masculin                       | Compétition hommes                            | 1/4 de finale                           | Fidji 19-0 Australie |                |
| 19 h 0  |                       | Taekwondo Plus de 67 kg                             | Compétition femmes                            | Repêchages                              | - | -              |
| 19 h 0  |                       | Taekwondo Plus de 80 kg                             | Compétition hommes                            | Repêchages                              | - | -              |
| 19 h 0  |                       | Taekwondo Plus de 67 kg                             | Compétition femmes                            | Finale                                  | Milica Mandić · Lee Da-bin · Althéa Laurin et Bianca Walkden |                |
| 19 h 0  |                       | Taekwondo Plus de 80 kg                             | Compétition hommes                            | Finale                                  | Vladislav Larin · Dejan Georgievski · In Kyo-don et Rafael Alba |                |
| 19 h 30 |                       | Handball Tournoi féminin                            | Compétition femmes                            | Tour préliminaire Groupe A              | Angola 21-30 Norvège |                |
| 19 h 30 |                       | Tennis de table Simple messieurs                    | Compétition hommes                            | 8e de finale                            | - | -              |
| 19 h 30 |                       | Tennis de table Simple dames                        | Compétition femmes                            | 8e de finale                            | - | -              |
| 19 h 40 |                       | Volley-ball Tournoi féminin                         | Compétition femmes                            | Tour préliminaire Groupe A              | Brésil 3-2 République dominicaine |                |
| 19 h 45 |                       | Gymnastique artistique Concours général par équipes | Compétition femmes                            | Finale                                  | Angelina Melnikova, Vladislava Urazova, Lilia Akhaimova et Viktoria Listunova · Grace McCallum, Jordan Chiles, Simone Biles et Sunisa Lee · Amelie Morgan, Alice Kinsella, Jennifer Gadirova et Jessica Gadirova |                |
| 19 h 50 |                       | Haltérophilie Moins de 64 kg (groupe B)             | Compétition femmes                            | Finale                                  | Maude Charron · Giorgia Bordignon · Chen Wen-huei |                |
| 19 h 50 |                       | Water-polo Tournoi masculin                         | Compétition hommes                            | Tour préliminaire Groupe B              | Australie 11-8 Croatie |                |
| 20 h 0  |                       | Beach-volley Tournoi masculin                       | Compétition hommes                            | Phase de groupes                        | - | -              |
| 20 h 0  |                       | Beach-volley Tournoi féminin                        | Compétition femmes                            | Phase de groupes                        | - | -              |
| 20 h 0  |                       | Football Tournoi féminin                            | Compétition femmes                            | Tour préliminaire Groupe E              | Chili 0-1 Japon |                |
| 20 h 0  |                       | Football Tournoi féminin                            | Compétition femmes                            | Tour préliminaire Groupe E              | Canada 1-1 Grande-Bretagne |                |
| 20 h 0  |                       | Softball Tournoi féminin                            | Compétition femmes                            | Finale                                  | Japon 2-0 États-Unis |                |
| 20 h 30 |                       | Basket-ball à trois Tournoi féminin                 | Compétition femmes                            | Quart de finale                         | Japon 14-16 France |                |
| 20 h 30 |                       | Football Tournoi féminin                            | Compétition femmes                            | Tour préliminaire Groupe F              | Pays-Bas 8-2 Chine |                |
| 20 h 30 |                       | Football Tournoi féminin                            | Compétition femmes                            | Tour préliminaire Groupe F              | Brésil 1-0 Zambie |                |
| 20 h 45 |                       | Hockey sur gazon Tournoi masculin                   | Compétition hommes                            | Tour préliminaire Groupe B              | Pays-Bas 4-2 Canada |                |
| 21 h 0  |                       | Basket-ball Tournoi féminin                         | Compétition femmes                            | Tour préliminaire Groupe C              | Porto Rico 55-97 Chine |                |
| 21 h 0  |                       | Basket-ball à trois Tournoi masculin                | Compétition hommes                            | Quart de finale                         | Pays-Bas 19-21 ROC |                |
| 21 h 30 |                       | Handball Tournoi féminin                            | Compétition femmes                            | Tour préliminaire Groupe B              | France 25-28 Espagne |                |
| 21 h 45 |                       | Volley-ball Tournoi féminin                         | Compétition femmes                            | Tour préliminaire Groupe A              | Corée du Sud 3-0 Kenya |                |
| 21 h 50 |                       | Basket-ball à trois Tournoi féminin                 | Compétition femmes                            | Quart de finale                         | Chine 19-13 Italie |                |
| 22 h 20 |                       | Basket-ball à trois Tournoi masculin                | Compétition hommes                            | Quart de finale                         | Lettonie 21-18 Japon |                |

## Tableaux des médailles
| Rang  | Nation            | Or | Argent | Bronze | Total |
| ----- | ----------------- | -- | ------ | ------ | ----- |
| 1     | ROC               | 3  | 3      | 0      | 6     |
| 2     | Chine             | 3  | 0      | 0      | 3     |
| 3     | États-Unis        | 2  | 3      | 4      | 9     |
| 4     | Japon             | 2  | 1      | 2      | 5     |
| 5     | Allemagne         | 2  | 0      | 0      | 2     |
| 6     | Grande-Bretagne   | 1  | 2      | 3      | 6     |
| 7     | Canada            | 1  | 1      | 3      | 5     |
| 8     | Suisse            | 1  | 1      | 1      | 3     |
| 9     | Australie         | 1  | 0      | 2      | 3     |
| 10    | Brésil            | 1  | 0      | 1      | 2     |
| 10    | France            | 1  | 0      | 1      | 2     |
| 10    | Taipei chinois    | 1  | 0      | 1      | 2     |
| 13    | Bermudes          | 1  | 0      | 0      | 1     |
| 13    | Estonie           | 1  | 0      | 0      | 1     |
| 13    | Serbie            | 1  | 0      | 0      | 1     |
| 16    | Corée du Sud      | 0  | 2      | 1      | 3     |
| 17    | Afrique du Sud    | 0  | 2      | 0      | 2     |
| 18    | Italie            | 0  | 1      | 2      | 3     |
| 19    | Espagne           | 0  | 1      | 0      | 1     |
| 19    | Macédoine du Nord | 0  | 1      | 0      | 1     |
| 19    | Malaisie          | 0  | 1      | 0      | 1     |
| 19    | Mongolie          | 0  | 1      | 0      | 1     |
| 19    | Slovénie          | 0  | 1      | 0      | 1     |
| 19    | Turkménistan      | 0  | 1      | 0      | 1     |
| 25    | Ukraine           | 0  | 0      | 2      | 2     |
| 26    | Autriche          | 0  | 0      | 1      | 1     |
| 26    | Belgique          | 0  | 0      | 1      | 1     |
| 26    | Cuba              | 0  | 0      | 1      | 1     |
| Total | Total             | 22 | 22     | 26     | 70    |

| Rang  | Nation          | Or | Argent | Bronze | Total |
| ----- | --------------- | -- | ------ | ------ | ----- |
| 1     | Japon           | 10 | 3      | 5      | 18    |
| 2     | États-Unis      | 9  | 6      | 7      | 22    |
| 3     | Chine           | 9  | 5      | 7      | 21    |
| 4     | ROC             | 7  | 8      | 3      | 18    |
| 5     | Grande-Bretagne | 4  | 5      | 4      | 13    |
| Total | Total           | 71 | 71     | 87     | 229   |